# 화순 벽송리 지석묘군
화순 벽송리 지석묘군(和順 碧松里 支石墓群)는 대한민국 전라남도 화순군 사평면 벽송리에 있는 지석묘군이다. 1988년 12월 26일 전라남도의 기념물 제124호로 지정되었다.

## 개요
지석묘는 청동기시대의 대표적인 무덤으로 고인돌이라고도 부르며, 주로 경제력이 있거나 정치권력을 가진 지배층의 무덤으로 알려져 있다.
우리나라의 고인돌은 4개의 받침돌을 세워 돌방을 만들고 그 위에 거대하고 평평한 덮개돌을 올려 놓은 탁자식과, 땅속에 돌방을 만들고 작은 받침돌을 세운 뒤 그 위에 덮개돌을 올린 바둑판식으로 구분된다.
전라남도 화순군 벽송리의 고인돌군은 보성강 상류 사평천의 평지에 분포하고 있는데, 하천을 따라 동서로 길게 열을 지어 20여 기의 바둑판식 고인돌이 있다. 규모는 2∼3m 정도의 것이 대부분이고 3m를 넘는 것도 3기나 있다. 이 중 가장 큰 것은 받침돌이 4개인 전형적인 바둑판식으로 길이는 3.4m, 너비 3.2m이며, 무리 중심부에 있는 대표적인 고인돌이다. 이런 고인돌은 무덤의 기능보다는 집단의 기념물이나 위력을 과시하는 상징적 의미가 크다. 이곳의 고인돌 중 ‘배바우’라고 부르는 것이 있는데, 길이 2.5m, 너비 1.9m의 덮개돌 아래 잘 다듬은 장대석 4매(원래 6매)로 무덤방을 만든 것으로 보인다.
보성강 상류에 있는 벽송리 고인돌은 영산강 상류에 분포한 고인돌과 서로 비교할 수 있는 중요한 유적이다.

## 참고 자료
- 화순벽송리지석묘군 - 국가유산청 국가유산포털